# Miyargletscher
Der Miyargletscher befindet sich im Distrikt Lahaul und Spiti im indischen Bundesstaat Himachal Pradesh.
Der 24 km lange Gletscher strömt in südlicher Richtung durch den westlichen Himalaya. Der Miyargletscher speist den Miyar Nala, einen rechten Nebenfluss des Chanab, der bei der Ortschaft Udaipur in diesen mündet. Der 5450 m hoch gelegene Gebirgspass Kang La bildet einen Übergang nach Norden ins Flusstal des Tsarap.